# Klecha
Klecha (łac. clericus – duchowny) – pogardliwe określenie duchownego, a pierwotnie sługa kościelny, nauczyciel, organista, kantor, dzwonnik, grabarz. Nazwa jest zgrubieniem od kleryka bowiem służba kościelna w średniowieczu składała się głównie z niedoszłych księży, którzy z różnych przyczyn nie zdobyli święceń, ale znali trochę łaciny, przydatnej w pracy w parafii.
W połowie XVI wieku, gdy na skutek reformacji pogorszyła się sytuacja materialna duchowieństwa świeckiego, w literaturze pojawiły się liczne skargi klechów na proboszczów. Wzmogły się one na przełomie XVI i XVII wieku, kiedy to na skutek zarządzeń biskupich ustalających wymagany poziom wykształcenia pracowników parafialnych, zaczęły się masowe zwolnienia starych klechów. Wyrazem tych skarg jest duża liczba pamfletów i wierszowanych rozprawek, jak np. „Szkolna mizeria”, „Rozmowa Janasa Knutla”, czy „Synod klechów podgórskich” z 1607 roku.
Ze środowiska klechów wywodzili się XVII-wieczni autorzy literatury sowizdrzalskiej – fraszek, satyr i scenek dramatycznych o zabarwieniu plebejskim.